# 2022年南京尧化门站货场2019冠状病毒病聚集性疫情
2022年南京尧化门站货场2019冠状病毒病聚集性疫情是指2022年10月25日起，在南京市爆发的2019冠状病毒病本土聚集性疫情。

## 背景与溯源
10月28日，南京市召开新冠肺炎疫情防控工作新闻通气会。据介绍，南京本次疫情的病毒经过南京市疾控中心开展全基因组测序，最终确定病毒基因测序结果为奥密克戎变异株BA.2.76。

## 时间线
- 10月25日0时至23时，南京本轮疫情共报告本土阳性感染者13例[2]。
- 从10月25日0时到10月27日16时，南京本轮疫情共报告本土阳性感染者57例[3]。
- 从10月25日0时到10月28日16时，南京本轮疫情共报告本土阳性感染者77例[1]。

## 相关事件
- 10月26日，南京市互联网信息办公室发出消息称，“南京公交多趟线路暂时停运，主要是栖霞片区为主”及“视频中有‘大白’和几十辆120救护车，是栖霞实况、尧化门实况”等均系谣言[4]。

## 疫情防控措施
- 10月25日起，南京市栖霞区将铁路货运尧化门站货场划定为高风险区，栖霞区其他区域划定为低风险区[5]。
- 10月26日0时至10月28日24时，南京市栖霞区加强疫情防控工作[註 1][6]。
- 10月28日起，南京地铁1号线迈皋桥站和红山动物园站停止对外运营服务[7][8]。
- 10月29日起，南京市栖霞区将迈皋桥街道燕歌园小区（一园、二园）、燕子矶街道吉祥山庄小区和尧化街道尧顺佳园一期划定为中风险区[9]。
- 10月30日起，南京市栖霞区将燕子矶街道熙景福苑小区、城市绿洲小区2期、化工新村（20-23幢、40-44幢），化工新村（51-61幢），南京经济技术开发区仙新路过江通道C3标段项目部生活区（仙新路与恒广路交叉路口西北角）、恒达路8号永镫科技（南京）有限公司划定为中风险区[10]。
- 10月31日起，南京市栖霞区将迈皋桥街道馨合家园小区划定为中风险区[10][11]。
- 11月6日12时起，南京市栖霞区将燕子矶街道城市绿洲小区2期、化工新村（20-23幢、40-44幢），化工新村（51-61幢），南京经济技术开发区恒达路8号永镫科技（南京）有限公司划定为低风险区[12]。